# ديفيد نورا إفياني
ديفيد نورا إفياني (مواليد 18 أكتوبر 1994 في نيجيريا) هو لاعب كرة قدم نيجيري لعب سابقاً في نادي الأنصار السعودي.